# Girolamo del Pacchia

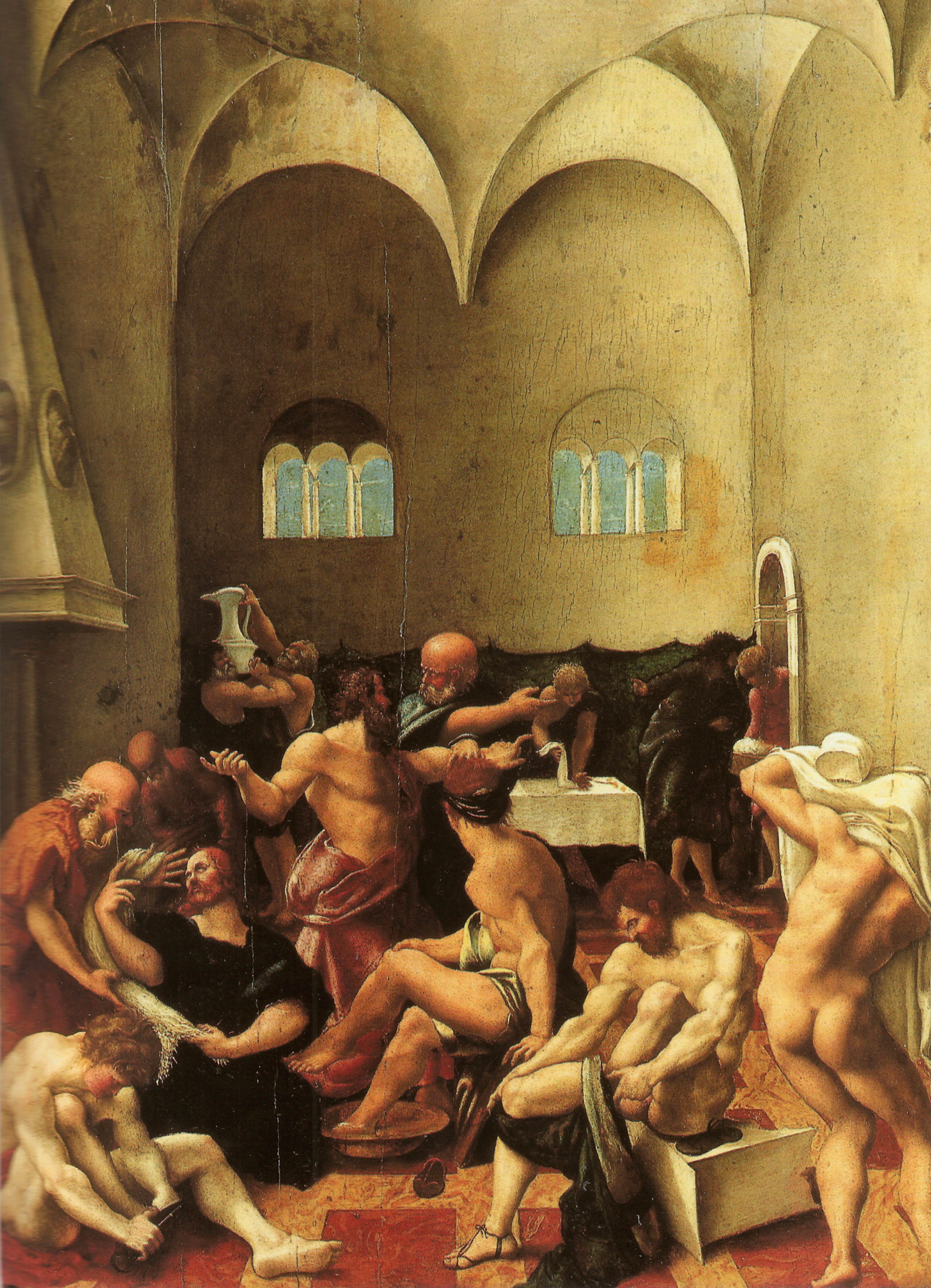
Fotatvagningen, omkring 1520.

Girolamo del Pacchia, född 1477, omtalad sist 1535, var en italiensk målare av Sienaskolan, förr ofta sammanblandad med Giacomo Pacchiarotti.
Girolamo del Pacchia torde ha studerat i Florens och även tagit intryck av Perugino, som hans äldre arbeten utvisar. År 1518 var han sysselsatt med freskomålning i Oratorio di San Bernardino i Siena, där han utförde tre bilder: Sankt Bernardino av Siena, Bebådelsen och Marias födelse, den sista tydligt inspirerad av Andrea del Sarto. Hans bästa verk är tre fresker ur den heliga Katarinas liv i Oratorio di Santa Caterina in Fontebranda i Siena, som är särdeles livligt framställda. Madonnor av hans hand finns i National Gallery i London och pinakoteket i München. I vissa verk anses han med framgång tävla med Sodoma.